# Raszkowice
Raszkowice (cz. Raškovice, niem. Raschkowitz) – wieś gminna w kraju morawsko-śląskim, w powiecie Frydek-Mistek w Czechach, w granicach historycznego Śląska Cieszyńskiego.

## Nazwa
Nazwa miejscowości jest nazwą patronimiczną pochodzącą od imnienia Raszka/Raszko/Raszek (jak funkcjonujące do dziś na Śląsku Cieszyńskim popularne nazwisko Raszka).

## Geografia
Miejscowość położona jest nieopodal Beskidu Morawsko-Śląskiego, na Pogórzu Morawsko-Śląskim, na lewym brzegu Morawki, której koryto chronione jest poczynając od Raszkowic jako Narodowy pomnik przyrody Skalická Morávka.

## Historia
Pierwsza pisemna wzmianka pochodzi z 1584 (jako Rasskowicze), z dokumentu wystawionego podczas sprzedaży frydeckiego państwa stanowego przez biskupa ołomunieckiego Stanisława Pawłowskiego Bartłomiejowi z Wierzbna. W 1777 z wydzielenia części Morawki i Raszkowic powstała nowa wieś Prażmo.
Według austriackiego spisu ludności z 1910 roku Raszkowice miały 1206 mieszkańców, z czego 1205 było zameldowanych na stałe, 1184 (98,3%) było czesko-, 14 (1,2%) niemiecko- i 7 (0,6%) polskojęzycznymi, a w podziale wyznaniowym 1193 (98,9%) było katolikami, 9 (0,7%) ewangelikami a 4 (0,3%) wyznawcami judaizmu.
Według planów z początku dekady lat 50. XX w. to właśnie w Raszkowicach miała powstać zapora na Morawce, zbudowana ostatecznie 8 km w górę doliny.